# Sally Forth
Sally Forth foi uma tira para adultos americana, criada por Wally Wood que visava o público militar masculinos. Sua primeira aparição foi no jornal Military News, de Junho de 1968.